# Leapy Lee
Leapy Lee, geboren als Graham Pulleyblank, later Lee Graham (Eastbourne, 2 juli 1939), is een Britse zanger, vooral bekend van zijn single Little Arrows uit 1968. Het nummer bereikte nummer 2 in de UK Singles Chart en was een Top 20 country- en pophit in de Verenigde Staten en Canada.

## Carrière
Het nummer Little Arrows, geschreven door Albert Hammond en Mike Hazlewood, was ook het titelnummer van zijn eerste album, uitgebracht in 1968 bij Decca Records. Het bereikte nummer 71 in de Billboard 200 albumlijst.
Little Arrows werd uitgebracht in het Verenigd Koninkrijk door MCA Records, werd een hit en bereikte nummer 2 in de hitlijsten. In de Verenigde Staten bereikte de plaat nummer 16 in de Billboard Hot 100 en nummer 11 in de countryhitlijst. De plaat plaatste zich op nummer 1 in de Canadese countryhitlijst. Er werden wereldwijd meer dan drie miljoen exemplaren van verkocht en het werd bekroond met een gouden schijf. Hoewel hij nooit meer de Amerikaanse hitlijsten bereikte, had Lee daar nog twee countryhits met Good Morning in 1970 en Every Road Leads Back To You in 1975.
Tussen 1999 en 2001 waren Lee en zijn familie (met name de tweeling in latere edities) prominent te zien in de BBC-televisieserie Passport to the Sun, eerst geleid door Liza Tarbuck en vervolgens door Nadia Sawalha. Lee is een vaste columnist bij Euro Weekly News, een Engelstalige krant aan de Costa del Sol in Spanje.
Lee bracht op 1 maart 2010 de 40-jarig jubileum-ep Little Arrows II uit. In 2014 verscheen hij in de tv-show OAPs Behaving Badly van Channel 5.
Little Arrows bleef zijn enige succesvolle titel en werd derhalve in de boeken bijgeschreven als eendagsvlieg.

## Privéleven
Leapy Lee woont tegenwoordig op Mallorca.

## Discografie

### Albums
| Jaar | Album                        | Hitklassering | Hitklassering | Label                |
| Jaar | Album                        | VS Country    | VS            | Label                |
| ---- | ---------------------------- | ------------- | ------------- | -------------------- |
| 1968 | Little Arrows                | 3             | 71            | Decca                |
| 1970 | Leapy Lee                    | —             | —             | Decca                |
| 1976 | Every Road Leads Back to You | —             | —             | Bell                 |
| 2010 | Little Arrows II             | —             | —             | HalfpennyStudios.com |

### Singles
| Jaar | Single                          | Hoogst bereikte klassering | Hoogst bereikte klassering | Hoogst bereikte klassering | Hoogst bereikte klassering | Hoogst bereikte klassering | Hoogst bereikte klassering | Album                        |
| Jaar | Single                          | VS Country                 | VS                         | CAN Country                | CAN                        | VK                         | AUS                        | Album                        |
| ---- | ------------------------------- | -------------------------- | -------------------------- | -------------------------- | -------------------------- | -------------------------- | -------------------------- | ---------------------------- |
| 1962 | It's All Happening              | —                          | —                          | —                          | —                          | —                          | —                          | N/A                          |
| 1966 | King of the Whole Wide World    | —                          | —                          | —                          | —                          | —                          | —                          | N/A                          |
| 1968 | Little Arrows                   | 11                         | 16                         | 1                          | 8                          | 2                          | 2                          | Little Arrows                |
| 1969 | It's All Happening (re-release) | —                          | —                          | —                          | —                          | —                          | 90                         | N/A                          |
| 1969 | Here Comes the Rain             | —                          | —                          | —                          | 62                         | —                          | 80                         | Leapy Lee                    |
| 1969 | Little Yellow Aeroplane         | —                          | —                          | —                          | —                          | —                          | 63                         | Leapy Lee                    |
| 1970 | Good Morning                    | 55                         | —                          | —                          | —                          | 29                         | 96                         | Leapy Lee                    |
| 1971 | Just Another Night              | —                          | —                          | —                          | —                          | —                          | 87                         | N/A                          |
| 1973 | Helena                          | —                          | —                          | —                          | —                          | —                          | —                          | N/A                          |
| 1974 | Every Road Leads Back to You    | 82                         | —                          | —                          | —                          | 55                         | —                          | Every Road Leads Back to You |

- Bibsys: 3026888
- Gemeinsame Normdatei: 137433425
- International Standard Name Identifier: 0000 0000 5556 2386
- Library of Congress Control Number: no2008081230
- MusicBrainz: 0a6b2b82-5161-4c98-a952-5fd4fb46ce8b
- Nationale Bibliotheek van Tsjechië: xx0147712
- Virtual International Authority File: 24412411
- WorldCat: E39PBJfMjdbMVGyt3rC4fJhGpP